# Berényi Zsigmond utca (Esztergom)
Az esztergomi Berényi Zsigmond utca a Vízivárosban található, és a Pázmány Péter utca folytatásaként a Dunával párhuzamosan fut. 1950 óta viseli az esztergomi születésű orvos nevét, előtte 1838-tól Uri utca, 1936-tól XI. Ince pápa utca volt. 2006-ban kezdődött meg az utca korhű felújítása, a műemlékek restaurálása, új macskaköves burkolat kialakítása, a közvilágítás korszerűsítése.

## Jellegzetes épületei

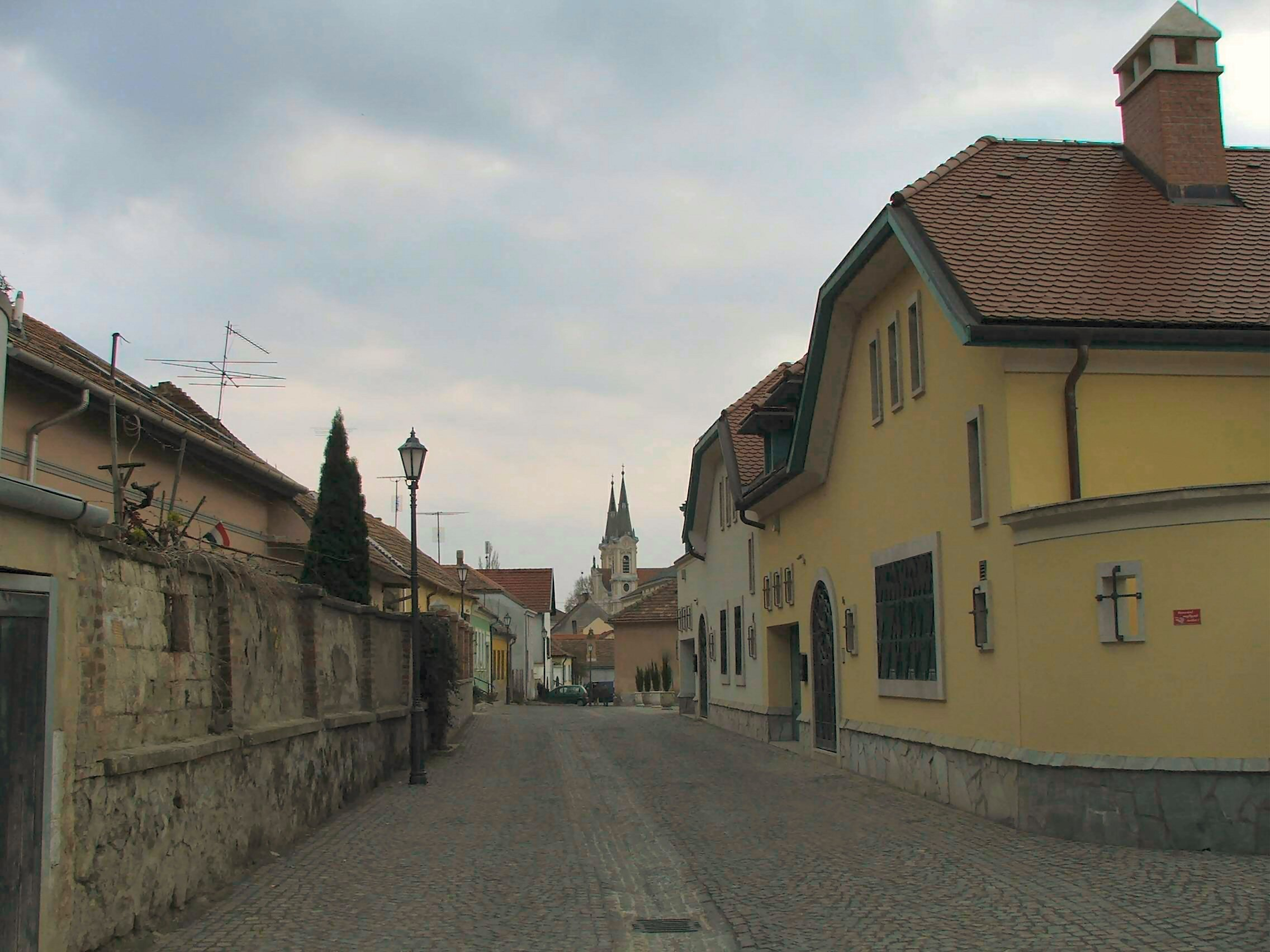
A Berényi Zsigmond utca 2007 március végén

- Az utca déli végén, a Mindszenty téren áll a Vízivárosi plébániatemplom, és a Prímási palota a Berényi Zsigmond utca 2 alatt.
- Prímási palotával szemközt áll a Berényi Zsigmond utca 1. alatti épület, mely klasszicista stílusú, egyemeletes ház. A mai Prímási palota elkészültéig e házban lakott Simor János érsek.
- A Berényi Zsigmond utca 3. alatt található a vízivárosi plébánia kertben álló, egyemeletes, barokk épülete.
- Az 5. számú épületet 1824-ben Rudnay Sándor esztergomi érsek építtette. Az egyemeletes ház korábban iskola volt, ma lakóház. A bejárat felett emléktábla emlékezik meg az építésről.
- A Prímási palota után az utca összeszűkül, az ide épült kis házak falai az egykori vízi védőmű falaira támaszkodnak úgy, hogy a várfalak nem egy esetben a ház oldalát alkotják.
- A Berényi Zsigmond utca 18-as számú épület az Özicseli Hadzsi Ibrahim-dzsámi. Ez a középkori úgynevezett Veprech-torony romjaira épült. A toronyról 1239-ben tesznek először említést, ez volt a város északi záróbástyája a Duna-parton. A tornyot az idők során többször átépítették, gyalogkapuját befalazták, felső részét a 17. században dzsámivá alakították, melyhez minaret is tartozott.
- A Berényi Zsigmond utca 20. alatt egykor malom állt, melyet a Malom-bástya belsejében fakadó források vize hajtott. Ehhez építettek hozzá egy vízemelő szerkezetet, mely a vár vízellátását szolgálta. A vízművet a Malom-bástya védte, ostromok idején kulcsfontosságú szerepet betöltve.